# Baosteel
Das Unternehmen Baoshan Iron & Steel Co., Ltd. (chinesisch 宝山钢铁股份有限公司, Pinyin Bǎoshān Gāngtiě Gǔfèn Yǒuxiàn Gōngsī, kurz: Baosteel) ist mit einer Jahresproduktion von 34,9 Mio. Tonnen das zweitgrößte Eisen- und Stahlunternehmenskonglomerat Chinas und das fünftgrößte der Welt. Das Unternehmen ist staatseigener Betrieb der Volksrepublik China und hat seinen Hauptsitz in Shanghai. Das Unternehmen war im Aktienindex SSE 50 an der Shanghai Stock Exchange gelistet.
Baoshan Iron and Steel wurde benannt nach dem Baoshan-Distrikt in Shanghai, wo sich der Firmensitz befindet.

## Geschichte
Das Unternehmen wurde am 17. November 1998 unter der Leitung von Xie Qihua aus den Unternehmen Baoshan Iron and Steel Corporation, aus dem Unternehmen Shanghai Metallurgical Holding Group Corporation und dem Unternehmen Shanghai Meishan Group Co., Ltd. zusammengefügt.
2008 war Baosteel bereits der drittgrößte Stahlproduzent weltweit mit einer Jahresproduktion von 35,4 Mio. Tonnen Rohstahl und einem Umsatz von 35,52 Milliarden US-Dollar bei einem Gewinn von 2,31 Milliarden US-Dollar (2013: viertgrößter Stahlhersteller mit 43,9 Mio. t). Baosteel investiert zunehmend auch im Ausland und beteiligte sich bereits an Eisenerzminen in Australien und Stahlunternehmen in Brasilien. 2016 kündigte Baosteel die Übernahme der ebenfalls staatseigenen Gruppe Wuhan Iron and Steel an, wodurch der Gesamtkonzern China Baowu Steel Group zum weltweit zweitgrößten Stahlkonzern hinter ArcelorMittal wurde.

## Besitzverhältnisse 2005
1. China Baowu Steel Group (Holding unter Regierungskontrolle) – 77,89 %
2. Shanghai Stock Exchange 50ETF – 0,72 %
3. UBS Limited – 0,61 %
4. Goldman Sachs & Co. – 0,46 %
5. E-Fund 50 Index Securities Investment Funds – 0,45 %
6. Ping An Insurance (Group) Company of China Ltd. – 0,42 %
7. Citigroup Global Markets Ltd. – 0,39 %
8. SYWG BNP Paribas Shen Li Top Selection Securities Investment Fund – 0,36 %
9. Morgan Stanley & Co., International Ltd. – 0,31 %
10. JingFu Securities Investment Funds – 0,28 %
11. weiterer Streubesitz – 18,11 %

## Unternehmensbeteiligungen und Tochtergesellschaften (Auswahl) 2005
- 100 % – Shanghai Baosteel International Economic & Trading Co., Ltd.
- 100 % – Shanghai Baosteel Australia Mining Company PTY Ltd., Perth (Australien)
- 100 % – Shanghai Baosteel Chemical Co., Ltd.
- 100 % – Howa Trading Co., Ltd., Tokyo (Japan)
- 100 % – Baosteel America Inc., Texas, (USA)
- 100 % – Baosteel Europe GmbH, Hamburg (Deutschland) – seit September 1993
- 100 % – Baosteel Singapore PTE Ltd.
- 100 % – Baosteel do Brasil LTDA
- 100 % – Bao-Trans Enterprises Ltd.
- 100 % – Baosteel Hong Kong Trading Company Ltd.
- 88 % – Bsteel Online Co., Ltd.
- 74,01 % – Shanghai Meishan Iron & Steel Co., Ltd. (Meisteel), gehalten von der Baosteel Group Shanghai Meishan Co., Ltd. und der Shanghai Baosteel Group Corporation
- 64 % – Ningbo Baoxin Stainless Steel Co., Ltd.
- 60 % – Suzhou Baohua Carbon Black Co., Ltd.
- 57,22 % – Shanghai Baosight Software Co., Ltd.
- 53 % – Anhui Wanbao Mining Co., Ltd., Chizhou
- 50 % – BNA Automotive Steel Sheets Co., Ltd.
- 50 % – Bao-Island Enterprises Ltd.
- 50 % – Niagara Machinery Products Co., Ltd., Ottawa (Kanada)
- 79,82 % – Yantai Lubao Steel Tubes Co., Ltd.
- 39,37 % – Baosteel Huangshi Coating and Galvanizing Co., Ltd.